# Skarn
Le skarn est une roche calcaro-silicatée résultant de la transformation de carbonates au contact d'une intrusion magmatique. Il peut provenir d'un métamorphisme régional ou de contact, et peut comporter une grande variété de minéraux, en fonction de ceux présents dans le protolithe calcaire ou dolomitique d'une part, et le pluton intrusif (en général granitique) de l'autre. Il se forme alors un type de cornéenne calcique au contact d'intrusions acides (c'est-à-dire, ici, riche en silice) ;  cette roche suppose un apport massif de silice depuis l'intrusion (système thermodynamique ouvert).
On trouve pour une même signification le mot tactite, répandu surtout aux États-Unis.
« Skarn » est lui-même un mot issu de vocabulaire minier du vieux suédois et désignait originellement des unités lithologiques archéennes présentes dans un district minier de Suède et ne ressemblant pas aux carbonates archéens habituels pour cette unité lithologique.

## Gisements
Les skarns comptent parmi les types de gisements les plus répandus sur la planète. On y exploite du tungstène, du plomb, du zinc, du cuivre, de l'or, de l’étain sous forme de cassitérite, du béryllium sous forme de béryl, du bore sous forme de datolite et de danburite, du fer sous forme de magnétite, ou, encore, la molybdénite et la wollastonite. Le skarn d'Antamina, par exemple, est le troisième producteur mondial de concentrés de cuivre et le septième de zinc. Ces gisements sont souvent associés à des porphyres.